# Ойген Рот

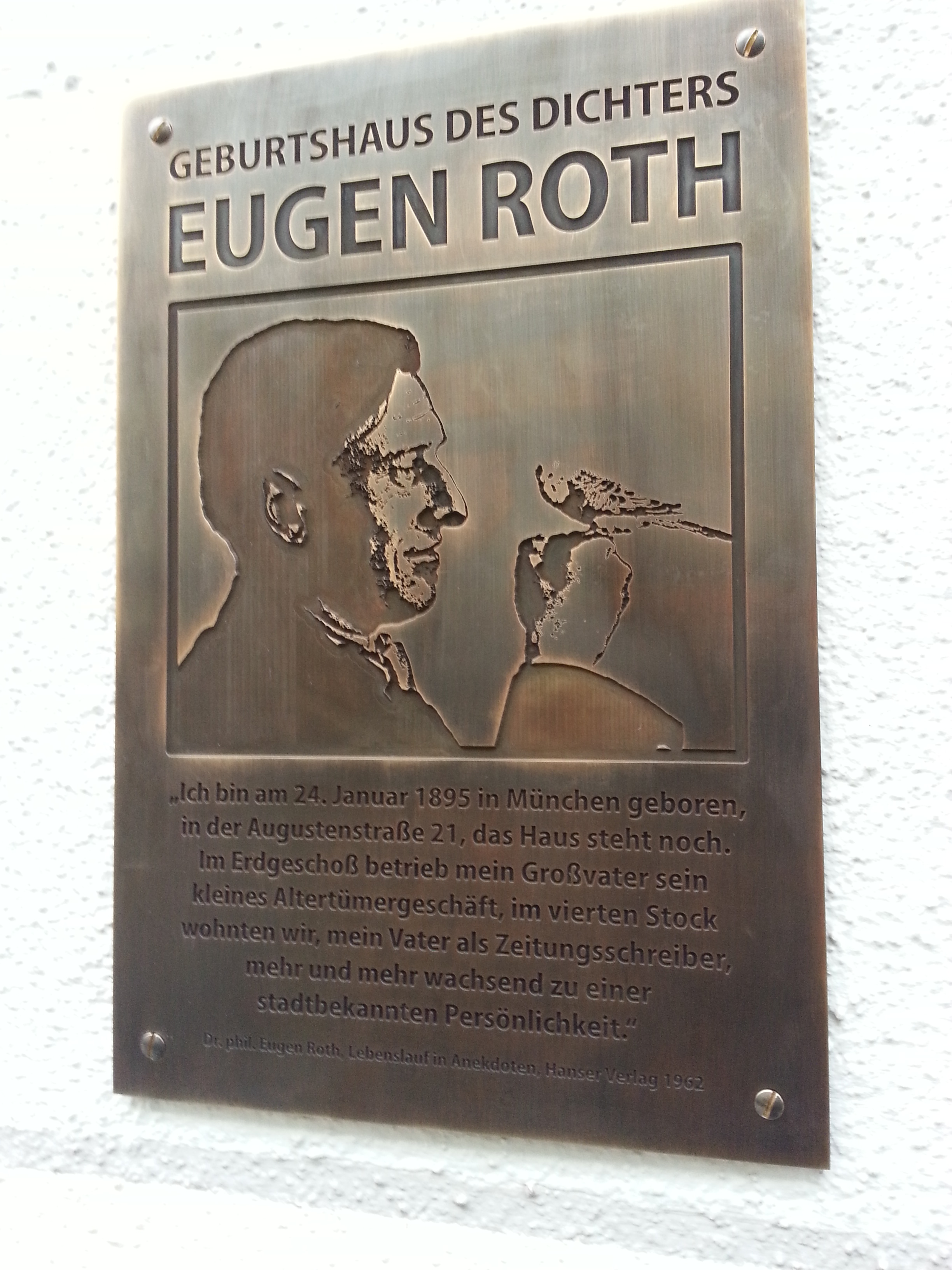
Меморіальна табличка на його будинку в Мюнхені.

Ойген Рот (нім. Eugen Roth ; 24 січня 1895, Мюнхен — 28 квітня 1976, Мюнхен) — німецький письменник, прозаїк і поет.

## Біографія
Вже багато десятиліть Ойген Рот (1895—1976) з його книгою віршів і оповідань «Людина» («Ein Mensch») є одним з найбільш популярних німецькомовних авторів.
Народився 24 січня 1895 року в Мюнхені в родині відомого місцевого журналіста Германа Рота. Тут же він навчався в гімназії, почав вивчати германістику, історію мистецтв та здобув ступінь доктора філософії.
З 1927 року і до свого звільнення націонал-соціалістами у 1933 р. працював редактором видання «Мюнхенські останні вісті». Ще задовго перед тим Рот почав писати серйозні ліричні твори.
Після того, як нацисти заборонили йому займатися журналістською діяльністю, він відкрив у себе гумористичний талант. Перший великий успіх прийшов до нього в 1935 році з книгою «Людина», в якій він у веселій та розважальній віршованій формі розглядає людину з усіма її слабкостями та недоліками.
Після цього з-під пера Ойгена Рота побачили світ численні прозові та ліричні твори, які знайшли гідну оцінку читачів: у 1952 р. він отримав приз з літератури міста Мюнхена, 1960 р. — Орден «За заслуги» землі Баварія. Крім того, він був нагороджений Великим хрестом федерального ордена «За заслуги».
Помер 1976 року. Похований на Німфенбурзькому цвинтарі.

## Сім'я
Батьки — журналіст Герман Рот та продавчиня антикваріату Тереза Мауерер.
Дружина (з 1938) — палітурниця Клотільда Філіп. Двоє синів.

## Твори
- Ein Mensch. Heitere Verse. Weimar: Duncker, 1935, 125с. (багато перевидань)
- Das große Eugen Roth Jubiläumsbuch Verlag: Sanssouci, 2003, 256 S.